# Protoptilidae
Protoptilidae é uma família de corais da superfamília Pennatuloidea, ordem Scleralcyonacea.

## Géneros
Seguem os gêneros da família:
- Distichoptilum (Verrill, 1882)
- Protoptilum (Kölliker, 1872)